# Лозарево
Лозарево (болг. Лозарево) — село в Болгарии. Находится в Бургасской области, входит в общину Сунгурларе. Население составляет 775 человек.

## Политическая ситуация
В местном кметстве Лозарево, в состав которого входит Лозарево, должность кмета (старосты) исполняет Благомир Тодоров Чомаков (Болгарская социалистическая партия (БСП)) по результатам выборов правления кметства.
Кмет (мэр) общины Сунгурларе — Георги Стефанов Кенов (Движение за права и свободы (ДПС)) по результатам выборов в правление общины.